# Bộ Chính trị Ban Chấp hành Trung ương Đảng Cộng sản Liên Xô khóa XXI (1959–1961)
Bộ Chính trị Ban Chấp hành Trung ương Đảng Cộng sản toàn Liên Xô khóa XXI (1959-1961) được bầu tại Hội nghị Trung ương lần thứ nhất của Ban chấp hành Trung ương Đảng Cộng sản Liên Xô khóa XXI được tổ chức ngày 5/2/1959.

## Ủy viên chính thức
| Tên (sinh – mất)                 | Bắt đầu  | Kết thúc   | Thời gian       | Chức vụ |
| -------------------------------- | -------- | ---------- | --------------- | --- |
| Kliment Voroshilov (1881–1969)   | 5/2/1959 | 31/10/1961 | 2 năm, 268 ngày | Chủ tịch Đoàn Chủ tịch Xô viết Tối cao Liên Xô (1953-1960) Thành viên Đoàn Chủ tịch Xô viết Tối cao Liên Xô (1937-1969)                                               |
| Alexei Kirichenko (1908–1975)    | 5/2/1959 | 4/5/1960   | 1 năm, 89 ngày  | Bí thư thứ 2 Ban Bí thư (1957-1959) Bí thư thứ nhất Tỉnh ủy Rostov (1960)                                                                                             |
| Anastas Mikoyan (1895–1978)      | 5/2/1959 | 31/10/1961 | 2 năm, 268 ngày | Phó Chủ tịch thứ nhất Hội đồng Bộ trưởng (1955-1964) |
| Mikhail Suslov (1902–1982)       | 5/2/1959 | 31/10/1961 | 2 năm, 268 ngày | Chủ tịch Ủy ban đối ngoại Xô viết Liên bang Xô viết Tối cao Liên Xô (1954-1966)                                                                                       |
| Nikita Khrushchev (1894–1971)    | 5/2/1959 | 31/10/1961 | 2 năm, 268 ngày | Bí thư thứ nhất Trung ương Đảng Cộng sản Liên Xô (1953-1964) Chủ tịch Hội đồng Bộ trưởng Liên Xô (1958-1964) Chủ tịch Bộ Chính trị Trung ương Đảng Nga Xô (1956-1964) |
| Averky Aristov (1903–1973)       | 5/2/1959 | 4/5/1960   | 1 năm, 89 ngày  | Bí thư Trung ương Đảng (1955-1960) Phó Chủ nhiệm Văn phòng Trung ương Đảng Cộng sản Liên Xô phụ trách Nga Xô (1957-1961)                                              |
| Nikolay Belyaev (1903–1966)      | 5/2/1959 | 4/5/1960   | 1 năm, 89 ngày  | Bí thư thứ nhất Đảng Cộng sản Kazakhstan (1957-1960) Bí thư thứ nhất Tỉnh Stavropol (1960)                                                                            |
| Leonid Brezhnev (1906–1982)      | 5/2/1959 | 31/10/1961 | 2 năm, 268 ngày | Bí thư Trung ương phụ trách công nghiệp quốc phòng (1956-1960) Bí thư thứ 2 Trung ương Đảng (1959-1960) Chủ tịch Đoàn Chủ tịch Xô viết Tối cao (1960-1964)            |
| Nikolay Ignatov (1901–1966)      | 5/2/1959 | 4/5/1960   | 1 năm, 89 ngày  | Phó Chủ tịch Hội đồng Bộ trưởng (1957-1961) Bí thư Trung ương Đảng (1957-1960) Chủ tịch Đoàn Chủ tịch Xô viết Tối cao Nga Xô (1959)                                   |
| Frol Kozlov (1908–1965)          | 5/2/1959 | 31/10/1961 | 2 năm, 268 ngày | Phó Chủ tịch thứ nhất Hội đồng Bộ trưởng Liên Xô (1958-1960) Bí thư thứ 2 Trung ương (1960-1961)                                                                      |
| Otto Kuusinen (1881–1964)        | 5/2/1959 | 31/10/1961 | 2 năm, 268 ngày | Bí thư Trung ương Đảng (1957-1964) |
| Yekaterina Furtseva (1910–1974)  | 5/2/1959 | 4/5/1960   | 1 năm, 89 ngày  | Phó Chủ tịch Xô viết Tối cao (1950-1962) Bí thư Trung ương Đảng (1957-1960)                                                                                           |
| Nikolay Shvernik (1888–1970)     | 5/2/1959 | 31/10/1961 | 2 năm, 268 ngày | Chủ nhiệm Ủy ban Kiểm tra Trung ương (1956-1966) |
| Nuritdin Mukhitdinov (1917–2008) | 5/2/1959 | 31/10/1961 | 2 năm, 268 ngày | Bí thư Trung ương Đảng (1957-1961) |
| Alexei Kosygin (1904–1980)       | 4/5/1960 | 31/10/1961 | 1 năm, 180 ngày | Phó Chủ tịch Hội đồng Bộ trưởng (1960-1964) |
| Nikolai Podgorny (1908–1983)     | 4/5/1960 | 31/10/1961 | 1 năm, 180 ngày | Bí thư thứ nhất Đảng Cộng sản Ukraina (1957-1963) |
| Dmitry Polyansky (1917–2001)     | 4/5/1960 | 31/10/1961 | 1 năm, 180 ngày | Chủ tịch Hội đồng Bộ trưởng Nga Xô (1958-1962) |

## Ủy viên dự khuyết
| Tên (sinh – mất)               | Bắt đầu  | Kết thúc   | Thời gian       | Chức vụ | Ghi chú                                        |
| ------------------------------ | -------- | ---------- | --------------- | --- | ---------------------------------------------- |
| Jānis Kalnbērziņš (1893–1986)  | 5/2/1959 | 31/10/1961 | 2 năm, 268 ngày | Chủ tịch Đoàn Chủ tịch Xô viết Tối cao Cộng hòa Xã hội chủ nghĩa Xô viết Latvia (1959-1970) Phó Chủ tịch Đoàn Chủ tịch Xô viết Tối cao Liên Xô (1960-1970)  | -                                              |
| Andrei Kirilenko (1906–1990)   | 5/2/1959 | 31/10/1961 | 2 năm, 268 ngày | Bí thư thứ nhất Tỉnh ủy Sverdlovsk (1955-1962) | -                                              |
| Demyan Korotchenko (1894–1969) | 5/2/1959 | 31/10/1961 | 2 năm, 268 ngày | Chủ tịch Đoàn Chủ tịch Xô viết Tối cao Cộng hòa Xã hội Chủ nghĩa Xô viết Ukraina (1954-1969) Phó Chủ tịch Đoàn Chủ tịch Xô viết Tối cao Liên Xô (1954-1969) | -                                              |
| Alexei Kosygin (1904–1980)     | 5/2/1959 | 4/5/1960   | 1 năm, 89 ngày  | Phó Chủ tịch Hội đồng Bộ trưởng Liên Xô (1957-1960) Chủ nhiệm Ủy ban Kế hoạch Nhà nước (1959-1960)                                                          | Thành viên Bộ Chính trị chính thức từ năm 1960 |
| Kirill Mazurov (1914–1989)     | 5/2/1959 | 31/10/1961 | 2 năm, 268 ngày | Bí thư thứ nhất Đảng Cộng sản Belarus (1956-1965) | -                                              |
| Vasil Mzhavanadze (1902–1988)  | 5/2/1959 | 31/10/1961 | 2 năm, 268 ngày | Bí thư thứ nhất Đảng Cộng sản Gruzia (1953-1972) | -                                              |
| Mikhail Pervukhin (1904–1978)  | 5/2/1959 | 31/10/1961 | 2 năm, 268 ngày | Đại sứ Liên Xô tại Đông Đức (1958-1963) | -                                              |
| Pyotr Pospelov (1898–1979)     | 5/2/1959 | 31/10/1961 | 2 năm, 268 ngày | Phó Chủ tịch Đoàn Chủ tịch Xô viết Tối cao (1946-1966) Bí thư Trung ương Đảng (1960-1961)                                                                   | -                                              |
| Nikolai Podgorny (1908–1983)   | 5/2/1959 | 4/5/1960   | 1 năm, 89 ngày  | Bí thư thứ nhất Đảng Cộng sản Ukraina (1957-1963) | Thành viên Bộ Chính trị chính thức từ 1960     |
| Dmitry Polyansky (1917–2001)   | 5/2/1959 | 4/5/1960   | 1 năm, 89 ngày  | Chủ tịch Hội đồng Bộ trưởng Nga Xô (1958-1962) | Thành viên Bộ Chính trị chính thức từ 1960     |